# 배경은
배경은(1985년 6월 13일~)은 대한민국의 골프 선수이다.